# Brand Lentebock
Brand Lentebock is een Nederlands bier van hoge gisting.
Het bier, tot 2007 Meibock geheten, werd gebrouwen in Wijlre, bij brouwerij Brand. Het is een goudbruin bier met een alcoholpercentage van 6,5%. In 1994 kwam Brand Lentebock op de markt.
Brand Lentebock lijkt qua receptuur op de krachtige Brand Dubbelbock, omdat het wordt gebrouwen met dezelfde moutsoorten.

## Onderscheidingen
- In 2010 kreeg Brand Lentebock twee sterren op de Superior Taste Awards.[1]

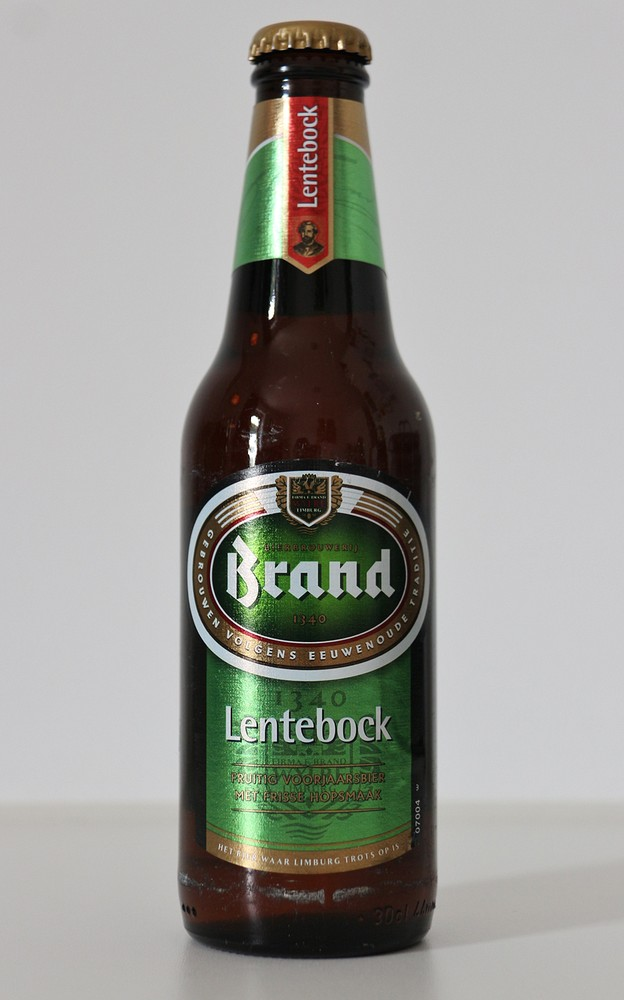
Brand Lentebock in oude fles (tot 2014)